# Южная Азия

Южная Азия

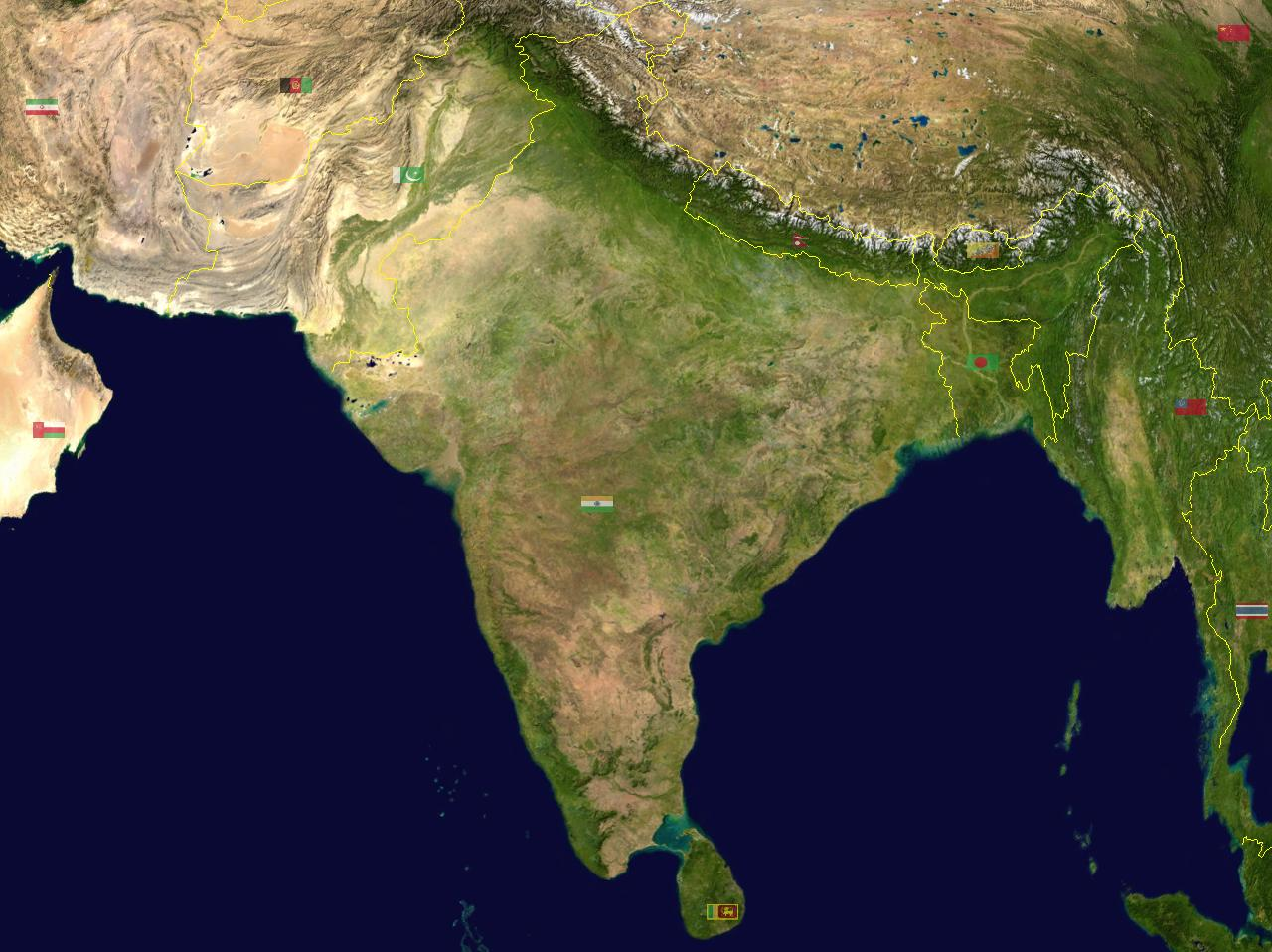
Составная спутниковая фотография Южной Азии

Ю́жная А́зия — южная часть Азии, составляющая географический и историко-культурный регион.
В физико-географическом отношении Южная Азия включает полуостров Индостан, с расположенным на бо́льшей его части плоскогорьем Декан, Индо-Гангскую низменность и Гималаи, а также остров Шри-Ланка и ряд более мелких островов. Физико-географическое обособление Южной Азии основано прежде всего на том, что Индостан является частью древнего материка Гондваны, в то время как остальная часть Азии является частью древней Лавразии. Вместе с тем советская и российская географическая наука допускают включение в состав Южной Азии также полуостровов Малакка и Индокитай с близлежащими островами.
В политико-географическом отношении согласно классификации ООН Южная Азия включает следующие государства: Афганистан, Бангладеш, Бутан, Индия, Мальдивы, Непал, Пакистан, Шри-Ланка. Политико-географическое обособление Южной Азии связано с общностью истории и культуры этих стран (вхождение в древние индийские империи и Британскую Индию, преобладание индоиранских и дравидских языков, область контакта индуизма, буддизма и ислама, другие культурные явления).
Южная Азия занимает территорию 4,5 млн км² (10 % всей Азии и 3 % всей суши мира), но её население составляет 40 % населения Азии и 22 % населения мира.

## Население
Общая численность населения всех восьми стран включаемых в Южную Азию составляет 1 миллиард 983 миллионов 914 тысяч 039 человек (2022). Более половины из них, точнее 1 миллиард 415 миллионов 320 тысяч человек проживает в Индии, 232 миллионов человек в Пакистане, 169 миллиона человек в Бангладеш, более 42 миллиона в Афганистане, 29 миллионов в Непале, 21 миллион в Шри-Ланке, почти 801 тысяч в Бутане и почти 564 тысяч человек проживает в Мальдивах.

## Страны
- Афганистан
- Бангладеш
- Бутан
- Индия
- Мальдивы
- Непал
- Пакистан
- Шри-Ланка